# Бихельзе-Бальтерсвиль
Бихельзе-Бальтерсвиль (нем. Bichelsee-Balterswil) — коммуна в Швейцарии, в кантоне Тургау.
Входит в состав округа Мюнхвилен. Население составляет 3007 человек (на 31 декабря 2022 года), площадь 12.26 км². Официальный код — 4721.
Образована 1 января 1996 года при слиянии коммун Бихельзе и Бальтерсвиль.

## Население
| Населённый пункт | 31.12.2018 | 31.12.2022 |
| ---------------- | ---------- | ---------- |
| Бальтерсвиль     | 1872       |            |
| Бихельзе         | 991        |            |
| Итого            | 2863       | 3007       |